# Plaza de España (Mostar)
La Plaza de España (en bosnio Spanski trg o Španjolski trg) es una plaza pública en Mostar, Bosnia y Herzegovina en el centro de la ciudad. Es la plaza más grande de Mostar.
La plaza fue construida por el gobierno de Bosnia y Herzegovina en homenaje a los militares españoles caídos en acto de servicio durante la misión en el país durante la Guerra de Bosnia. La Plaza de España fue creada el 12 de octubre de 1995 por el gobierno bosnio y fue inaugurada oficialmente el 3 de abril de 2012 por el rey Juan Carlos I de España en su visita oficial al país.

## Historia

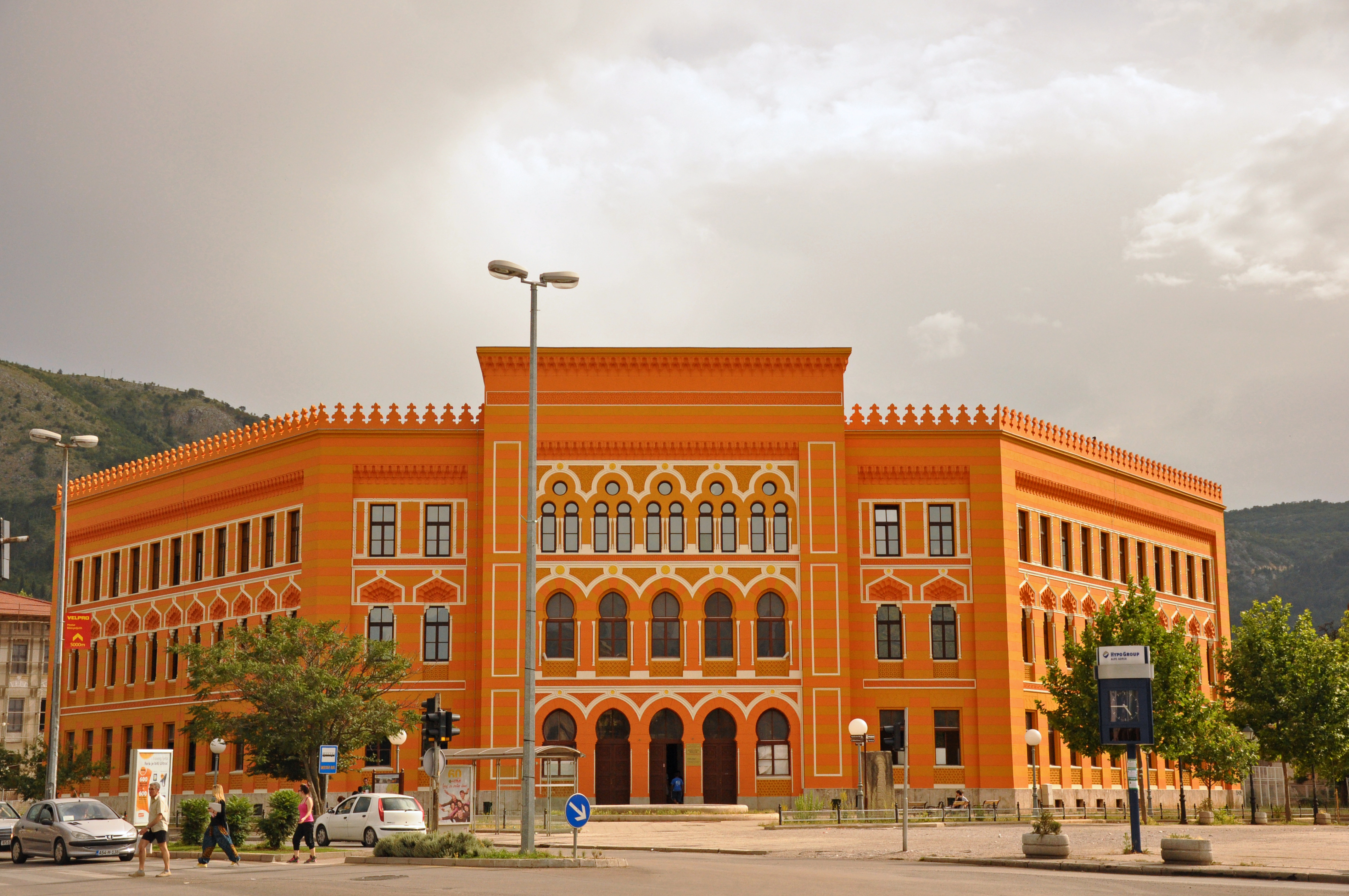
Escuela de secundaria, rehabilitada en 2010 con fondos de la Cooperación Española, en la parte sur de la plaza.

La plaza fue dedicada como la "Plaza de España" el 12 de octubre de 1995 por el gobierno bosnio en homenaje a los 23 militares españoles que perdieron su vida en el país durante la Guerra de Bosnia.
En 2010 la escuela de secundaria en la plaza -denominada Gimnazija- fue rehabilitada en 2010 por la ONG Rescate con fondos de la Agencia Española de Cooperación Internacional para el Desarrollo (AECID).
En el 2012 la plaza fue remodelada e inaugurada de manera oficial por el rey Juan Carlos I de España en su visita oficial al país y el presidente de Bosnia, Bakir Izetbegović. El Gobierno de España aportó 500.000 euros a la remodelación de la plaza que incluían nuevas zonas ajardinadas, una fuente y una nueva pérgola.